# A Dead Poem
A Dead Poem četvrti je studijski album grčkog ekstremnog metal sastava Rotting Christ. Album je u kolovozu 1997. godine objavila diskografska kuća Century Media Records.

## O albumu
Album je bio sniman tijekom svibnja 1997. u studiju Woodhouse Studios u Hagenu, Njemačkoj te je glavni producent albuma bio Xy, bubnjar i klavijaturist sastava Samael. Xy je također svirao klavijature na albumu.
U usporedbi s ranijim glazbenim uradcima grupe, na ovome je albumu Rotting Christ uvelike usporio ritam pjesama. Na nekim skladbama na albumu sastav se koristi akustičnim gitarama, a u neke je uvrstio elemente regionalne glazbe.
Na pjesmi "Among Two Storms" kao gostujući pjevač pojavio se Fernando Ribeiro, poznat kao pjevač portugalskog gothic metal-sastava Moonspell.

## Popis pjesama
| 1.    | »Sorrowfull Farewell«           | 4:52 |
| 2.    | »Among Two Storms«              | 4:09 |
| 3.    | »A Dead Poem«                   | 4:09 |
| 4.    | »Out of Spirits«                | 4:06 |
| 5.    | »As If by Magic«                | 5:51 |
| 6.    | »Full Colour Is the Night«      | 4:48 |
| 7.    | »Semigod«                       | 4:39 |
| 8.    | »Ten Miles High« (instrumental) | 4:34 |
| 9.    | »Between Times«                 | 5:04 |
| 10.   | »Ira Incensus«                  | 5:16 |
| 47:28 |                                 |      |

## Recenzije
Eduardo Rivadavia, glazbeni kritičar sa stranice AllMusic, dodijelio je albumu četiri i pol od pet zvjezdica te je komentirao: "[...] Bilo da slušatelj preferira mračniju ili svjetliju stranu Rotting Christa, A Dead Poem, [album] čudna naziva iz 1997. godine, nedvojbeno je jedna od najboljih zbirki pjesama sastava. [...] Članovi sastava na ovome su albumu bez straha prigrlili svoju skonost gothic metalu, spajajući agresivne rifove i zarazne gitarističke harmonije kako bi proizveli najbolje pjesme karijere kao što su "Sorrowfull Farewell", "Among Two Storms" i naslovna pjesma -- [grupa] ih je čak poredala u žestok jedan-dva-tri udarac kako bi nokautirala sve one koji bi u početku gajili pesimističan stav [prema albumu]."

## Zasluge
| Rotting Christ - Sakis – vokali, gitara, predprodukcija - Themis – bubnjevi - Andreas – bas-gitara Dodatni glazbenici - Xy – klavijature, predprodukcija, produkcija, inženjer zvuka - Fernando Ribeiro – dodatni vokali (na pjesmi 2) | Ostalo osoblje - Siggi Bemm – miksanje, mastering - Carsten Drescher – raspored ilustracija, dizajn - Matthias Klinkmann – inženjer zvuka - Jim Mutilator – tekstovi - Yiannis Zafiris – fotografija |